# 沈孚聞
沈孚聞（1535年—1583年），原名令聞，字貞孺，號翼亭，改號芷陽，浙江湖州府烏程縣民籍，直隸蘇州府吳江縣人，明朝政治人物。

## 生平
嘉靖三十四年（1555年）乙卯科應天鄉試第三名舉人，萬曆五年（1577年）中式丁丑科會試第一百二名，三甲第一百六十五名進士。授商城縣知縣，十年（1582年）丁父憂歸里，十一年（1583年）哀毀卒。

## 著作
著有《周易日抄》十一卷。

## 家族
曾祖沈經，醫學訓科；伯祖父沈𡹘，湖廣按察司副使；祖父沈岱，監生；父沈理，監生。母黃氏。嚴侍下。弟沈令善、沈令成、沈季文、沈令猷。女王氏，適王世貞長子王士騏。
沈孚聞為明末清初曲家沈寵綏叔祖，沈恩孚三世從叔祖。